# JP Doyle
Pour les articles homonymes, voir Doyle.
John Paul « JP » Doyle , né le 3 août 1979 à Dublin est un arbitre international irlandais de rugby à XV.

## Carrière d'arbitre
JP Doyle est né le 3 août 1979 à Dublin en Irlande, un mois avant la visite du pape Jean-Paul II, aussi se prénomme-t-il John Paul (Jean-Paul) mais il est plus connu de ses initiales J-P. JP poursuit des études au Terenure College, une fondation carmélite de Dublin et au St Mary's University College de Twickenham qui prépare au métier d'enseignants ; si JP est d'abord un enseignant en école primaire, il occupe ensuite le métier à temps plein d'arbitre professionnel de rugby à XV.
Son parcours est assez classique : un joueur qui se blesse, tente l'arbitrage en 2002 au sein de la London Society of Rugby Referees.
JP Doyle intervient dans le Championnat d'Angleterre à partir de la saison 2006, il intègre le niveau international en 2008. À partir du 1er septembre 2008, il devient arbitre professionnel à temps plein pris en charge par la fédération anglaise de rugby à XV. 
JP Doyle arbitre au Championnat du monde junior de rugby à XV qui a lieu en Argentine en 2010 et en Italie en 2011. Il officie pour des rencontres internationales telles que Roumanie - Géorgie, Roumanie - Russie, et Allemagne - Russie dans le cadre du Championnat européen des nations. 
Il est retenu pour la finale du Championnat d'Angleterre de rugby à XV 2013-2014 qui oppose les Saracens aux Northampton Saints. 
JP Doyle est retenu dans un groupe de douze arbitres qui officieront pour la coupe du monde de rugby 2015, c'est un des plus inexpérimentés du lot avec 12 test matchs arbitrés au 7 avril 2015.

## Palmarès d'arbitre
- 12 test matchs arbitrés au 7 avril 2015[4]